# T-Bone Burnett
T-Bone Burnett, rodným jménem Joseph Henry Burnett (* 14. ledna 1948 St. Louis, Missouri, USA), je americký hudebník, hudební producent a skladatel.
Své první sólové album s názvem The B-52 Band & the Fabulous Skylarks vydal v roce 1972. Koncem sedmdesátých let byl členem skupiny The Alpha Band. Později produkoval alba mnohým interpretů, mezi něž patří i Elvis Costello, John Mellencamp, Gregg Allman, Lisa Marie Presley, Elton John & Leon Russell, B. B. King nebo Robert Plant. Je držitelem několika cen Grammy. V letech 1989–2004 byla jeho manželkou Sam Phillips. Burnett rovněž produkoval několik jejích alb.